# Allting som jag har jag fått det av min Fader
Allting som jag har jag fått det av min Fader är en körsång vars textförfattare och tonsättare är okänd. Kören finns publicerad i flera av Frälsningsarméns sångböcker.

## Publicerad i
- Frälsningsarméns sångbok 1929 som nr 138 i kördelen under rubriken "Jubel, strid och erfarenhet"
- Frälsningsarméns sångbok 1968 som nr 158 i kördelen under rubriken "Jubel, strid och erfarenhet"
- Frälsningsarméns sångbok 1990 som nr 810 under rubriken "Glädje, vittnesbörd, tjänst"
- Sångboken 1998 som nr 154.